# Galileo Ferraris (1913)
Galileo Ferraris – włoski okręt podwodny z początku XX wieku, jedna z dwóch jednostek typu Pullino. Okręt został zwodowany 9 listopada 1913 roku w Arsenale La Spezia, a w skład Regia Marina został wcielony 5 grudnia 1914 roku. „Galileo Ferraris” pełnił służbę na Morzu Śródziemnym, biorąc udział w I wojnie światowej. 27 listopada 1917 roku jednostka weszła na mieliznę u ujścia Padu i została podniesiona w styczniu 1918 roku, jednak nie weszła już do służby i skreślono ją z listy floty 15 grudnia 1919 roku.

## Projekt i budowa
Jednostki typu Pullino zostały zaprojektowane przez inż. majora korpusu inżynierów okrętowych, Virginia Cavalliniego. Okręty charakteryzowały się konstrukcją dwukadłubową z dwoma kadłubami o jednakowej odporności na działanie ciśnienia hydrostatycznego. W kadłubie wewnętrznym o przekroju kołowym mieściły się pomieszczenia mieszkalne, centrala i maszynownia. Przestrzeń pomiędzy kadłubami zajmowały rozmieszczone w czterech przedziałach akumulatory, podzielone na cztery części dno podwójne, zbiorniki balastowe oraz paliwa. Kadłub zewnętrzny o wrzecionowatym kształcie miał średnicę w przybliżeniu o jedną trzecią większą od średnicy kadłuba wewnętrznego i był do niego styczny na górze. Okręty otrzymały wzmocnione w stosunku do wcześniejszych włoskich konstrukcji uzbrojenie torpedowe oraz, jako pierwsze włoskie okręty podwodne, działa pokładowe. Zwiększona wytrzymałość kadłuba pozwalała też na osiąganie większej w stosunku do poprzedników głębokości zanurzenia wynoszącej 50 metrów .
„Galileo Ferraris” zbudowany został w Arsenale La Spezia. Stępkę okrętu położono 2 czerwca 1912 roku, a zwodowany został 9 listopada 1913 roku. Jednostka otrzymała nazwę na cześć piemonckiego naukowca Galileo Ferrarisa, odkrywcy m.in. wirującego pola magnetycznego i wynalazcy silnika asynchronicznego . Był pierwszym okrętem noszącym tę nazwę we włoskiej flocie.

## Dane taktyczno-techniczne
„Galileo Ferraris” był niewielkim, przybrzeżnym okrętem podwodnym . Długość całkowita wynosiła 42,3 metra, szerokość 4,17 metra i zanurzenie 3,96 metra. Wyporność normalna w położeniu nawodnym wynosiła 355 ton, a w zanurzeniu 405 ton. Okręt napędzany był na powierzchni przez dwa silniki wysokoprężne FIAT o łącznej mocy 1460 KM. Napęd podwodny zapewniały dwa silniki elektryczne Savigliano o łącznej mocy 520 KM. Dwa wały napędowe obracające dwiema śrubami umożliwiały osiągnięcie prędkości 14 węzłów na powierzchni i 10 węzłów w zanurzeniu. Zasięg wynosił 2700 Mm przy prędkości 8 węzłów w położeniu nawodnym oraz 170 Mm przy prędkości 2,5 węzła w zanurzeniu (lub 600 Mm przy prędkości 14 węzłów w położeniu nawodnym oraz 25 Mm przy prędkości 10 węzłów w zanurzeniu). Dopuszczalna głębokość zanurzenia wynosiła 50 metrów.
Okręt wyposażony był w cztery stałe wyrzutnie torpedowe kalibru 450 mm, po dwie na dziobie i rufie oraz dwie zewnętrzne zainstalowane na pokładzie jednostki, z łącznym zapasem ośmiu torped. Uzbrojenie artyleryjskie stanowiły: pojedyncze działo kalibru 57 mm Hotchkiss M1886 L/40 oraz pojedyncze działo kalibru 37 mm Hotchkiss M1890 L/25 
Załoga okrętu składała się z 2 oficerów oraz 17 podoficerów i marynarzy.

## Służba
„Galileo Ferraris” został wcielony do służby w Regia Marina 5 grudnia 1914 roku. Po zakończeniu przeprowadzonych w pobliżu bazy La Spezia testów „Galileo Ferraris” wraz z bliźniaczym okrętem „Giacinto Pullino” weszły w skład 3. eskadry (wł. Squadriglia) okrętów podwodnych w Tarencie . 24 maja 1915 roku, w momencie przystąpienia Włoch do I wojny światowej, okrętem dowodził kpt. mar. (wł. tenente di vascello) Giuseppe Battaglia . Jednostka wchodziła wówczas w skład 3. eskadry okrętów podwodnych w Brindisi (którą tworzyły także „Nautilus”, „Nereide” i „Velella”). Do 1917 roku załoga okrętu uczestniczyła w 17 ofensywnych rejsach bojowych u wybrzeży przeciwnika na wodach południowego Adriatyku .
W 1917 roku „Galileo Ferraris” pod dowództwem kpt. mar. Luigiego Montelli został przeniesiony do 2. eskadry okrętów podwodnych w Wenecji, przeprowadzając stamtąd 18 patroli u wybrzeży Dalmacji . Podczas powrotu z jednego z nich, 27 listopada 1917 roku w warunkach sztormowych jednostka weszła na mieliznę u ujścia Padu (w odległości około 2 Mm od Po di Primaro) . Po pięćdziesięciu dniach intensywnej pracy, 16 stycznia 1918 roku, dzięki pomocy pogłębiarki „Eridano” oraz holowników „Fiumicino” i „Garibaldino”, osłanianych przez torpedowce 46OS i 48OS, został podniesiony i odholowany do Porto Corsini . 2 lutego 1918 roku okręt odholowano do bazy w La Spezia i tam pozostawiono z powodu nieopłacalności remontu . Ostatecznie okręt został skreślony z listy floty 15 grudnia 1919 roku.